# Saint-Gervais-sur-Roubion
 Saint-Gervais-sur-Roubion  es una población y comuna francesa, en la región de Ródano-Alpes, departamento de Drôme, en el distrito de Nyons y cantón de Marsanne.

## Demografía
| 609 | 620 | 552 | 594 | 646 | 717 |
| Para los censos de 1962 a 1999 la población legal corresponde a la población sin duplicidades (Fuente: INSEE [Consultar]) |     |     |     |     |     |